# Programa nuclear conjunto de Brasil e Argentina
O programa nuclear conjunto de Brasil e Argentina é um acordo energético iniciado por Cristina Kirchner e Luiz Inácio Lula da Silva para a construção de uma usina de enriquecimento de urânio, sendo uma entidade binacional.
No momento em que ia firmar o acordo, Lula disse "Vamos lançar um satélite conjunto e desenvolver um programa de cooperação pacífica em matéria nuclear... será um exemplo para o mundo, conflagrado pela tentação armamentista e pela intolerância política e ideológica""